# Flagge der Westeuropäischen Union
Die Flagge der Westeuropäischen Union bestand aus einem dunkelblauen Hintergrund, auf dem zehn gelbe fünfeckige Sterne in einem nach oben offenen Halbkreis angeordnet waren. Darin befand sich die über Kreuz angeordnete Abkürzung der Organisation auf Englisch „WEU“ und Französisch „UEO“ mittig angeordnet. Obwohl dies die Flagge einer militärischen Organisation war, wurde sie selten bei militärischen Situationen verwendet.

## Beschreibung
Die Flagge war in Dunkelblau gehalten mit einem nach oben offenen Halbkreis von zehn fünfeckigen gelben Sternen mit den weißen Buchstaben WEU horizontal und UEO vertikal über der Mitte und der gemeinsamen Nutzung des Buchstaben E.
Das blau der Flagge und die gelben Sterne waren der Europaflagge entlehnt, allerdings entsprach die Anzahl der Sterne der Anzahl der Mitgliedstaaten der WEU.

## Benutzung
Die Flagge wurde nur selten genutzt, da die Arbeit der Organisation weitgehend ruhte, bevor ihre Aktivitäten von der Gemeinsamen Sicherheits- und Verteidigungspolitik der Europäischen Union übernommen wurden. Sie wurde einmal an Bord eines operierenden Kriegsschiffes der United States Navy, die John Rodgers, das als Flaggschiff eines italienischen Generals (mit einer WEU-Crew) diente, um Hilfseinsätze in Bosnien-Herzegowina zu koordinieren, benutzt. Es gab Varianten der Flagge, welche bei Versammlungen und anderen offiziellen Anlässen verwendet wurden. Der WEU-Vertrag wurde beendet, sodass die Arbeit der Organisation bis Juni 2011 abgewickelt wurde und keine weitere Verwendung der Flagge absehbar ist.

## Vorhergehende Entwürfe
Die letzte Version der Flagge wurde von 1993 bis 2011 verwendet. Davor existierte eine Flagge mit neun Sternen, die bis zum Beitritt Griechenlands verwendet wurde. Darauf waren die Sterne zur Basis hin fortschreitend größer als die am Rand. Dieses Design ersetzte eine ältere Version, die seit der Gründung der WEU verwendet wurde. Diese Flagge war zwar ebenfalls in dunkelblau gehalten, aber anstelle der Sterne befand sich darauf eine ununterbrochene Kette in der Form eines umgedrehten Fünfecks, das fünf Verbindungen bildete. Es gab einen mehrfarbigen Rand (außen rot, nach innen hin gold, schwarz und weiß), der von den Flaggenfarben der damaligen WEU-Mitgliedstaaten übernommen wurde.

Flagge der Versammlung der Westeuropäischen Union
Rekonstruktion der selten verwendeten Version von 1949.
Das bis 1993 verwendete Design mit neun Sternen.